# Eucalyptus tereticornis
Eucalyptus tereticornis ist eine Pflanzenart innerhalb der Familie der Myrtengewächse (Myrtaceae). Sie kommt im südlichen Papua-Neuguinea und an der Ostküste Australiens vor und wird dort „Forest Red Gum“, „Bastard Box“, „Blue Gum“, „Flooded Gum“, „Grey Gum“, „Mountain Gum“, „Queensland Blue Gum“, „Red Gum“, „Red Ironbark“, „Red Irongum“ oder „Slaty Gum“ genannt.

## Beschreibung

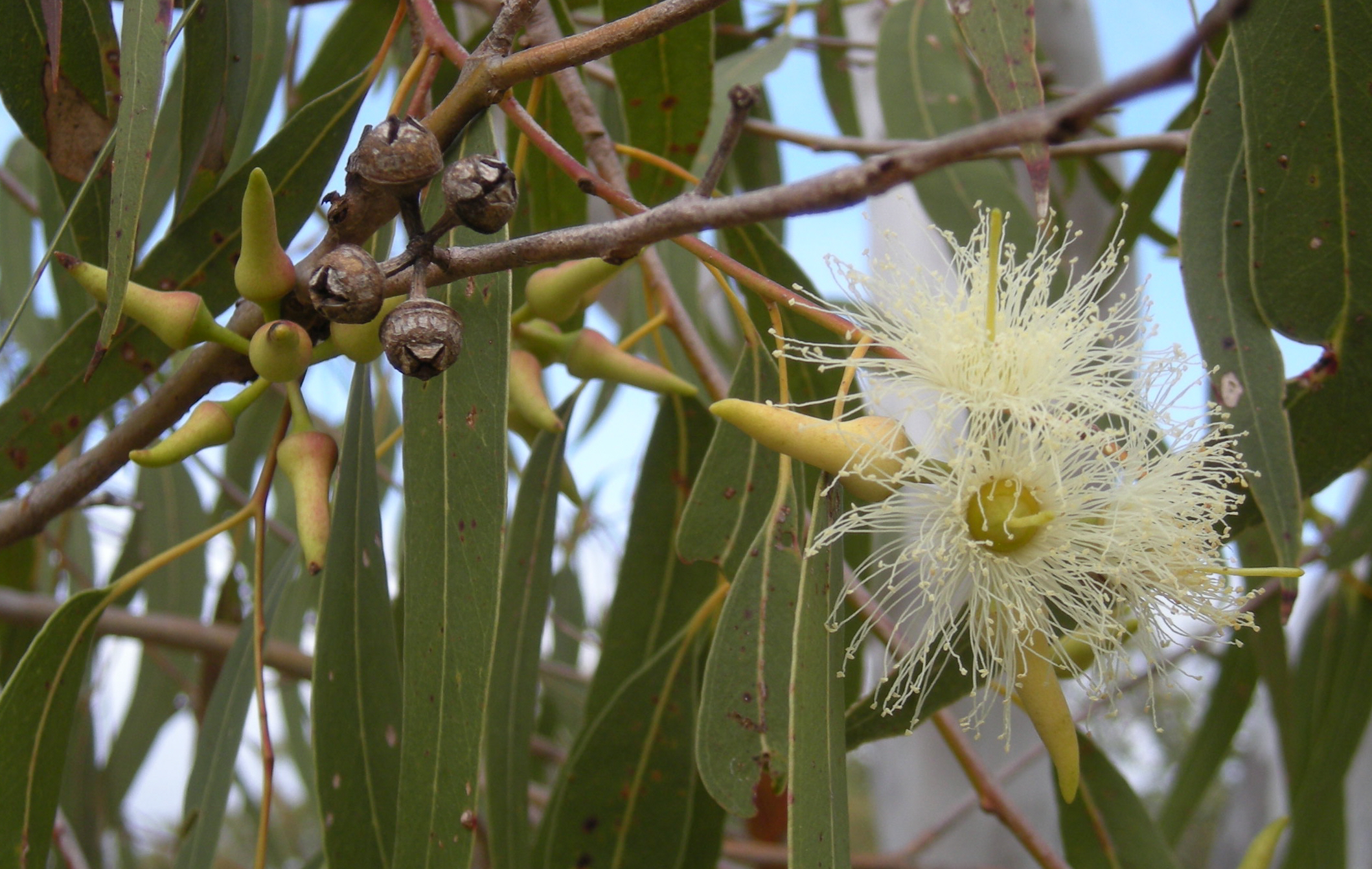
Laubblätter, Blütenknospen und Blüten

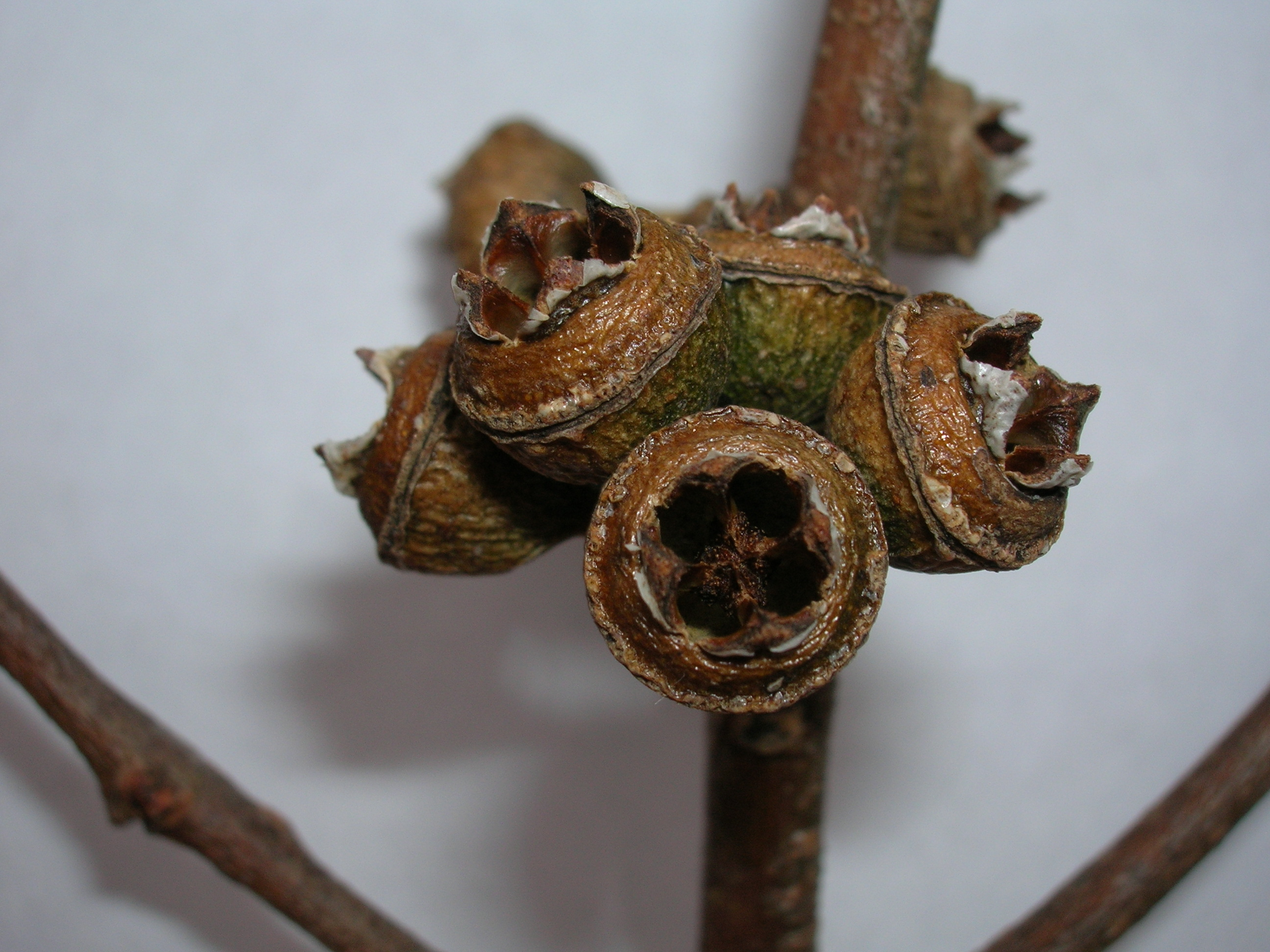
Früchte

### Erscheinungsbild und Blatt
Eucalyptus treticornis wächst als immergrüner Baum, der Wuchshöhen von bis zu 50 Meter erreicht. Die Borke ist am gesamten Baum glatt und weiß oder grau. Sie schält sich in großen Platten oder Schuppen ab. Die kleinen Zweige sind grün. Öldrüsen gibt es weder in  der Borke noch im Mark. Der Stammdurchmesser erreicht über 1,5 Meter, selten bis über 2,5 Meter.
Bei Eucalyptus treticornis liegt Heterophyllie vor. Die Laubblätter an jungen Exemplaren sind breit-lanzettlich bis eiförmig und glänzend grün. Die einfarbig matt grünen Laubblätter an erwachsenen Exemplaren sind bei einer Länge von 10 bis 20 cm und einer Breite von 1 bis 3 cm schmal-lanzettlich bis lanzettlich. Die Seitennerven sind erhaben, gespitzt oder stumpf und besitzen mittlere Abstände. Die 13 bis 24 mm langen Blattstiele sind im Querschnitt schmal abgeflacht oder kanalförmig.

### Blütenstand und Blüte
An einem im Querschnitt schmal abgeflachten oder kantigen, 7 bis 25 mm langen Blütenstandsschaft stehen in zusammengesetzten Gesamtblütenständen etwa sieben-, selten elfblütige Teilblütenstände. Der stielrunde Blütenstiel ist 3 bis 10 mm lang. Die zylindrischen oder spindelförmigen Blütenknospen sind 10 bis 20 mm lang und besitzen einen Durchmesser von 4 bis 8 mm. Die Calyptra ist länglich-gespitzt oder konisch, länger und breiter als der Blütenbecher (Hypanthium) und fällt früh ab. Blütenbecher und Calyptra sind glatt. Die Blüten sind cremeweiß.

### Frucht
Die Frucht ist bei einer Länge von 4 bis 6 mm und einem Durchmesser von 4 bis 8 mm kugelig oder eiförmig. Der Diskus ist angehoben, die Fruchtfächer stehen hervor.

## Vorkommen
Das natürliche Verbreitungsgebiet von Eucalyptus tereticornis befindet sich im Süden von Papua-Neuguinea und entlang der Ostküste Australiens von Queensland bis zum östlichen Victoria, sowie im Tafelland New Englands.
Eucalyptus tereticornis wächst in grasigen, trockenen oder feuchten Wäldern und ist an diesen Standorten oft dominant. Die Art bevorzugt Böden mit mittlerem bis hohem Nährstoffgehalt. In vielen Lebensräumen, wie am Oberlauf des Hunter River, am Goulburn River, am Coxs River und Kowmung River, tritt Eucalyptus tereticornis zusammen mit Eucalyptus blakelyi auf.

## Taxonomie
Die ersten Proben von Eucalyptus tereticornis wurden von John White, Expeditionsarzt der First Fleet und Naturforscher, gesammelt. James Edward Smith führte dann 1793 die Erstbeschreibung in seinem zusammen mit George Shaw erstellten Werk „Zoology and Botany of New Holland“ durch. Das Typusmaterial weist die Beschriftung „New South Wales, Port Jackson, J. White 1793“ auf. 1795 wurde das Werk unter dem Titel „A Specimen of the Botany of New Holland“ neu herausgegeben. Dort wird in Volume 4 auf Seite 41 Eucalyptus tereticornis beschrieben. Das Artepitheton tereticornis ist aus den lateinischen Wörtern teretus für stielrund und cornu für Horn zusammengesetzt. Dies weist auf die Form der Knospenhülle hin.
Synonyme für Eucalyptus tereticornis Sm. sind Eucalyptus subulata Schauer, Leptospermum umbellatum Gaertn., Eucalyptus umbellata var. pruniflora Blakely, Eucalyptus tereticornis var. pruniflora (Blakely) Cameron,
Eucalyptus insignis Naudin und Eucalyptus populifolia Desf.
Es gibt eine Reihe von Varietäten, die aber nicht allgemein anerkannt sind.
Eucalyptus tereticornis bildet dort, wo sie mit Eucalyptus robusta vergesellschaftet ist, häufig eine Hybride, die den Namen Eucalyptus patentinervis erhielt. Weitere, seltener auftretende Hybriden sind bekannt.

## Nutzung

### Holz
Eucalyptus tereticornis liefert ein hartes, widerstandsfähiges Kernholz mit einem spezifischen Gewicht von bis zu 1050 kg/m³. Es wird als Konstruktions- und Bauholz, z. B. für Eisenbahnschwellen, eingesetzt.

### Eukalyptusöl
Aus den Laubblättern von Eucalyptus tereticornis gewinnt man cineolbasiertes Eukalyptusöl.